# You'll See
"You'll See" là một bài hát của nghệ sĩ thu âm người Mỹ Madonna nằm trong tuyệt phẩm ballad của cô, Something to Remember (1995). Nó được phát hành vào ngày 30 tháng 10 năm 1995 như là đĩa đơn đầu tiên trích từ album bởi Maverick Records và Warner Bros. Records. Sau những tranh cãi về hình ảnh gợi dục trong album phòng thu Erotica (1992) và quyển sách ảnh phát hành cùng năm Sex, việc phát hành album cũng như đĩa đơn được xem là động thái nhằm xoa dịu hình tượng của nữ ca sĩ trước công chúng. Đây là một bản acoustic pop ballad được viết lời và sản xuất bởi Madonna và David Foster, và sử dụng nhiều loại nhạc cụ khác nhau như bộ gõ, đàn tremolo guitar và piano. Nội dung bài hát đề cập đến sự độc lập của người phụ nữ sau khi kết thúc một mối tình.
Sau khi phát hành, "You'll See" nhận được những phản ứng tích cực từ các nhà phê bình âm nhạc, trong đó họ đánh giá cao chất giọng của Madonna thể hiện trong bài hát. Nó cũng gặt hái những thành công đáng kể về mặt thương mại, lọt vào top 5 ở những thị trường lớn như Áo, Canada, Phần Lan, Ý và Vương quốc Anh, và lọt vào top 10 ở một số quốc gia khác. Tại Hoa Kỳ, bài hát đạt vị trí thứ sáu trên bảng xếp hạng Billboard Hot 100, trở thành đĩa đơn thứ 29 của Madonna lọt vào top 10 tại đây, và giúp cô trở thành một trong ba nghệ sĩ hiếm hoi trong lịch sử Hot 100 có những bài hát từng giữ tất cả các thứ hạng từ một đến mười trên bảng xếp hạng.
Video ca nhạc cho "You'll See" được đạo diễn bởi Michael Haussman, trong đó câu chuyện được xem là phần tiếp theo từ video ca nhạc trước đó của Madonna cho "Take a Bow". Nó nhận được nhiều đánh giá tích cực từ giới chuyên môn, và nhận được một đề cử Giải Video âm nhạc của MTV năm 1996 cho Quay phim xuất sắc nhất. Một phiên bản tiếng Tây Ban Nha cho bài hát được viết lời bởi ca sĩ kiêm nhạc sĩ người Argentina Paz Martinez, đi kèm với một video ca nhạc, đã được đưa vào phiên bản Mỹ Latinh của Something to Remember. Madonna đã trình diễn "You'll See" trên chương trình truyền hình Anh quốc Top of the Pops và trong một số đêm diễn ở Hoa Kỳ thuộc chuyến lưu diễn Drowned World Tour (2001). Bài hát cũng được hát lại bởi một số nghệ sĩ, bao gồm ca sĩ người Scotland Susan Boyle cho album phòng thu đầu tay của cô, I Dreamed a Dream (2009).

## Danh sách bài hát
| - Đĩa CD tại Hoa Kỳ 1. "You'll See" (bản chỉnh sửa) – 4:15 2. "You'll See" (bản không lời) – 4:44 - Đĩa CD tại châu Âu 1. "You'll See" (bản chỉnh sửa) – 4:15 2. "Rain" (bản LP) – 5:28 3. "You'll See" (bản không lời) – 4:44 | - Đĩa CD tại Hoa Kỳ 1. "You'll See" (bản chỉnh sửa) – 4:15 2. "Live to Tell" (trực tiếp) – 8:14 3. "You'll See" (bản không lời) – 4:44 - Đĩa CD maxi và 12" tại Hoa Kỳ 1. "You'll See" (bản chỉnh sửa) – 4:15 2. "You'll See" (bản không lời) – 4:44 3. "Verás" – 4:35 4. "Live to Tell" (trực tiếp) – 8:14 |

## Xếp hạng
| Bảng xếp hạng (1995–96)                                 | Vị trí cao nhất |
| ------------------------------------------------------- | --------------- |
| Úc (ARIA)                                               | 9               |
| Áo (Ö3 Austria Top 40)                                  | 5               |
| Bỉ (Ultratop 50 Flanders)                               | 45              |
| Bỉ (Ultratop 50 Wallonia)                               | 11              |
| Canada (RPM)                                            | 2               |
| Canada Adult Contemporary (RPM)                         | 1               |
| Châu Âu (European Hot 100 Singles)                      | 8               |
| Phần Lan (Suomen virallinen lista)                      | 2               |
| Pháp (SNEP)                                             | 24              |
| Đức (Official German Charts)                            | 15              |
| Ireland (IRMA)                                          | 13              |
| Ý (FIMI)                                                | 5               |
| Hà Lan (Dutch Top 40)                                   | 15              |
| Hà Lan (Single Top 100)                                 | 20              |
| New Zealand (Recorded Music NZ)                         | 17              |
| Scotland (OCC)                                          | 5               |
| Thụy Điển (Sverigetopplistan)                           | 6               |
| Thụy Sĩ (Schweizer Hitparade)                           | 8               |
| Anh Quốc (OCC)                                          | 5               |
| Hoa Kỳ Billboard Hot 100                                | 6               |
| Hoa Kỳ Adult Contemporary (Billboard)                   | 5               |
| Hoa Kỳ Adult Pop Airplay (Billboard)                    | 10              |
| Hoa Kỳ Hot Latin Songs (Billboard) "Verás (You'll See)" | 21              |
| Hoa Kỳ Pop Airplay (Billboard)                          | 7               |
| Hoa Kỳ Rhythmic (Billboard)                             | 20              |

| Bảng xếp hạng (1995)                 | Vị trí |
| ------------------------------------ | ------ |
| Australia (ARIA)                     | 87     |
| Belgium (Ultratop 50 Wallonia)       | 84     |
| Finland (Suomen virallinen lista)    | 6      |
| Italy (FIMI)                         | 21     |
| Netherlands (Dutch Top 40)           | 112    |
| Sweden (Sverigetopplistan)           | 44     |
| UK Singles (Official Charts Company) | 32     |
| Bảng xếp hạng (1996)                 | Vị trí |
| Canada (RPM)                         | 27     |
| Canada Adult Contemporary (RPM)      | 8      |
| Europe (European Hot 100 Singles)    | 74     |
| Netherlands (Dutch Top 40)           | 321    |
| US Billboard Hot 100                 | 51     |
| US Adult Contemporary (Billboard)    | 14     |

## Chứng nhận
| Quốc gia                                  | Chứng nhận | Số đơn vị/doanh số chứng nhận |
| ----------------------------------------- | ---------- | ----------------------------- |
| Úc (ARIA)                                 | Vàng       | 35.000^                       |
| Anh Quốc (BPI)                            | Bạc        | 200.000^                      |
| Hoa Kỳ (RIAA)                             | Vàng       | 500.000^                      |
| ^ Chứng nhận dựa theo doanh số nhập hàng. |            |                               |